# Jarov (Plzeň-sever)
Jarov é uma comuna checa localizada na região de Plzeň, distrito de Plzeň-sever.